# Father Brown
Padre Brown é um fictício sacerdote católico romano e detetive amador que aparece em 53 contos publicados entre 1910 e 1936, escritos pelo romancista inglês G. K. Chesterton. O Padre Brown resolve mistérios e crimes usando sua intuição e profunda compreensão da natureza humana. Chesterton vagamente baseou-o no Rt Rev. Mons. John O'Connor (1870-1952), um pároco em Bradford, que esteve envolvido na conversão de Chesterton ao catolicismo em 1922.

## Personagem

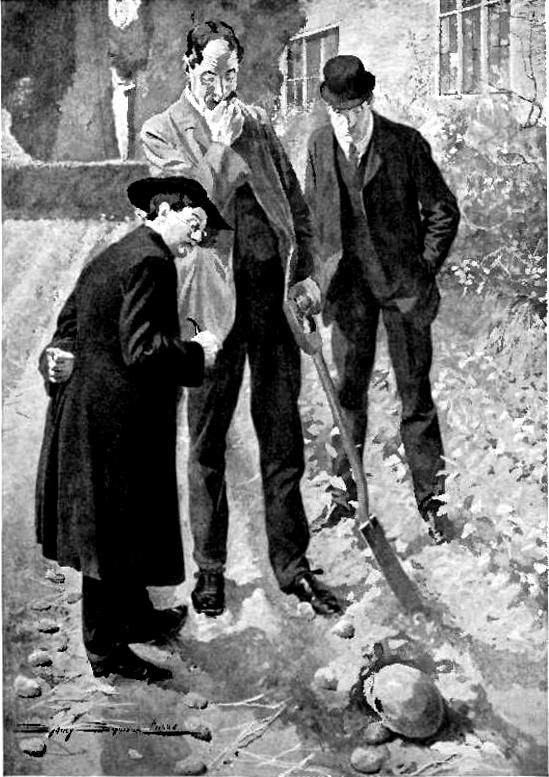
Padre Brown em um caso, ilustrado por Sydney Seymour Lucas para The Innocence of Father Brown

Chesterton descreve o Padre Brown como um padre católico romano curto e atarracado, com roupas disformes, um grande guarda-chuva e uma intrigante percepção do mal humano. Em "The Head of Caesar" ele é "ex-padre de Cobhole em Essex, e agora trabalha em Londres". Ele faz sua primeira aparição na história "The Blue Cross", publicada em 1910, e continua aparecendo ao longo de cinquenta contos em cinco volumes, com mais duas histórias descobertas e publicadas postumamente, muitas vezes auxiliadas na resolução de crimes pelo reformado criminoso M. Hercule Flambeau.
O Padre Brown também aparece em uma terceira matéria - totalizando cinquenta e três - que não aparece nos cinco volumes publicados na vida de Chesterton, "The Donnington Affair", que tem uma história curiosa. Na edição de outubro de 1914 de uma revista obscura, The Premier, Sir Max Pemberton publicou a primeira parte da história, depois convidou vários escritores de histórias de detetives, incluindo Chesterton, para usar seus talentos para solucionar o mistério do assassinato descrito. A solução de Chesterton e Padre Brown foi seguida na edição de novembro. A história foi reimpressa pela primeira vez no Chesterton Review (Winter), 1981, pp. 1–35
Ao contrário do mais conhecido detetive fictício Sherlock Holmes, os métodos do Padre Brown tendem a ser mais intuitivos do que dedutivos. Ele explica seu método em "O Segredo do Padre Brown": "Você vê, eu mesmo os tinha assassinado.... Eu planejara cada um dos crimes com muito cuidado. Eu tinha pensado exatamente como uma coisa daquelas poderia ser feita, e em que estilo ou estado de espírito um homem poderia realmente fazer isso. E quando eu tinha certeza de que me sentia exatamente como o assassino, é claro que eu sabia quem ele era."
As habilidades de Brown também são consideravelmente moldadas por sua experiência como padre e confessor. Em "A Cruz Azul", quando perguntado por Flambeau, que tem se disfarçado de padre, como ele sabia de todos os tipos de "horrores" criminosos, o Padre Brown responde: "Nunca lhe ocorreu um homem que faz quase nada? mas ouvir os pecados reais dos homens não é susceptível de ser totalmente inconsciente do mal humano? " Ele também declara como ele sabia que Flambeau não era realmente um padre: "Você atacou a razão. É uma teologia ruim.
As histórias normalmente contêm uma explicação racional de quem foi o assassino e como Brown trabalhou. Ele sempre enfatiza a racionalidade ; Algumas histórias, como "O Milagre da Lua Crescente", "O Oráculo do Cão", "A Explosão do Livro" e "A Adaga com Asas", zombam de personagens inicialmente céticos que se convencem de uma explicação sobrenatural para alguma ocorrência estranha, mas o Padre Brown vê facilmente a explicação perfeitamente comum e natural. De fato, ele parece representar um ideal de um clérigo devoto mas consideravelmente educado e "civilizado". Isso pode ser atribuído à influência do pensamento católico romano sobre Chesterton. O Padre Brown é caracteristicamente humilde e costuma ser bastante quieto, exceto dizer algo profundo. Embora ele tenda a lidar com crimes com uma abordagem firme e realista, ele acredita no sobrenatural como a maior razão de todas.
Muitas das histórias posteriores do Padre Brown foram produzidas por razões financeiras e em grande velocidade, e Chesterton escreveu em 1920 que "acho justo confessar que escrevi algumas das piores histórias de mistério do mundo".

## Interpretações
O Padre Brown era um veículo para transmitir a visão de mundo de Chesterton e, de todos os seus personagens, talvez seja o mais próximo do ponto de vista de Chesterton, ou pelo menos o efeito de seu ponto de vista. O Padre Brown resolve seus crimes através de um processo estrito de raciocínio mais preocupado com verdades espirituais e filosóficas do que com detalhes científicos, fazendo dele um contrapeso quase igual ao de Sherlock Holmes, de Sir Arthur Conan Doyle, cujas histórias Chesterton leu.  No entanto, a série do Padre Brown começou antes da própria conversão de Chesterton ao catolicismo romano.

Em suas cartas da prisão, o teórico marxista italiano Antonio Gramsci fez esta declaração partidária de sua preferência: 
 Padre Brown é um católico que zomba dos processos de pensamento mecânico dos protestantes e o livro é basicamente uma apologia da Igreja Romana contra a Igreja Anglicana. Sherlock Holmes é o detetive "protestante" que encontra o fim da meada criminosa começando do lado de fora, confiando na ciência, no método experimental, na indução. Padre Brown é o padre católico que, através das refinadas experiências psicológicas oferecidas pela confissão e pela atividade persistente da casuística moral dos pais, embora não negligencie a ciência e a experimentação, mas confiando especialmente na dedução e introspecção, derrota totalmente Sherlock Holmes, faz com que ele pareça como um garotinho pretensioso, mostra sua estreiteza e mesquinhez. Além disso, Chesterton é um grande artista, enquanto Conan Doyle era um escritor medíocre, apesar de ter sido condecorado por mérito literário; assim, em Chesterton, há uma lacuna estilística entre o conteúdo, o enredo da história de detetive e a forma e, portanto, uma sutil ironia em relação ao assunto tratado, o que torna essas histórias tão deliciosas. 

## Depois de Chesterton
Como Sherlock Holmes, Lorde Peter Wimsey e Nero Wolfe, contos com o detetive padre de Chesterton continuam a ser criados mesmo após a morte do autor original.
John Peterson escreveu mais quarenta e quatro mistérios solucionados pelo Padre Brown.
No romance italiano Il destino di Padre Brown ("Destino do Padre Brown") de Paolo Gulisano, o detetive padre é eleito papa depois de Pio XI com o nome pontifício de Inocêncio XIV.

## Em outras mídias

### Filme
- Walter Connolly estrelou como o personagem-título do filme de 1934, Father Brown, Detective, baseado em "The Blue Cross". Mais tarde, Connolly seria mais um famoso detetive de ficção, Nero Wolfe, no filme de 1937, A Liga dos Homens Assustados, e interpretaria Charlie Chan na rádio da NBC de 1932 a 1938.[9]
- O filme de 1954, Father Brown (lançado nos EUA como The Detective ), apresentava Alec Guinness como o Padre Brown. Como o filme de 1934, estrelado por Connolly, foi baseado em "The Blue Cross". Uma experiência enquanto interpretava o personagem supostamente levou a própria conversão de Guinness ao catolicismo romano.[10][11]
- Heinz Rühmann interpretou o Padre Brown em duas adaptações alemãs das histórias de Chesterton, Das schwarze Schaf ( A ovelha negra, 1960) e Er kann nicht lassen ( Ele não pode parar de fazer isso, 1962) com as partituras do compositor alemão Martin Böttcher . Nestes filmes, Brown é um padre irlandês. O ator mais tarde apareceu em Operazione San Pietro (também estrelado por Edward G. Robinson, 1967) como Cardeal Brown, mas o filme não é baseado em qualquer história de Chesterton.[12]

### Rádio
- Uma série de rádio do Mutual Broadcasting System, The Adventures of Father Brown (1945), apresentava Karl Swenson como o Padre Brown, Bill Griffis como Flambeau e Gretchen Douglas como Nora, a governanta da casa paroquial.[13]
- Em 1974, para comemorar o centenário do nascimento de Chesterton, cinco histórias do Padre Brown foram transmitidas pela BBC Radio 4, estrelando Leslie French como Padre Brown e Willie Rushton como Chesterton.
- A BBC Radio 4 produziu uma série de histórias do Padre Brown de 1984 a 1986, estrelando Andrew Sachs como o Padre Brown.
- Uma série de 16 histórias de Chesterton foi produzida pelo Colonial Radio Theatre em Boston, Massachusetts . O ator e locutor JT Turner[14] interpretou o Padre Brown; Todos os roteiros foram escritos pelo dramaturgo de rádio britânico MJ Elliott . O Imagination Theater adicionou esta série à sua rotação com a transmissão de "The Hammer of God" em 5 de maio de 2013.[15]

### Televisão
- Josef Meinrad interpretou o Padre Brown em uma série de TV austríaca (1966-72), que seguiu os enredos de Chesterton bem de perto.
- Em 1974, Kenneth More estrelou em uma série de TV de 13 episódios, Father Brown, cada episódio adaptado de um dos contos de Chesterton. A série, produzida por Sir Lew Grade para a Associated TeleVision, foi exibida nos Estados Unidos como parte do Mystery da PBS ! . Eles foram lançados em DVD no Reino Unido em 2003 pela Acorn Media UK, e nos Estados Unidos quatro anos depois pela Acorn Media.
- Um filme de US feito para a televisão, Sanctuary of Fear (1979),[16] estrelou Barnard Hughes como um americanizada, modernizado Pai Brown, em Manhattan, New York City. O filme pretendia ser o piloto de uma série, mas a reação crítica e do público era desfavorável, em grande parte devido às mudanças feitas no personagem e à conspiração mundana do thriller .
- Uma minissérie de televisão italianos em seis episódios, "Eu racconti di Padre Brown" (Os Contos de Father Brown), estrelado por Renato Rascel no papel-título e Arnoldo Foà como Flambeau foi produzido e transmitido pela TV nacional RAI entre dezembro 1970 e fevereiro de 1971 a um grande público (um episódio atingiu o pico de 12 milhões de espectadores).
- Ralph McInerny usou o Padre Brown como inspiração espiritual para seu roteiro piloto do Padre Dowling[17] que lançou The Father Dowling Mysteries, uma série de televisão que foi veiculada de 1987 a 91 na televisão norte-americana. Uma antologia das histórias dos dois detetives, intitulada Tu não matarás: o Padre Brown, o padre Dowling e outros detetives eclesiásticos, foi lançado em 1992.
- EWTN[18] produziu a história de Father Brown "A Honra de Israel Gow" como um episódio da série de televisão O Teatro da Palavra,[19] que foi ao ar em 2009, estrelado pelo ator e fundador do Teatro da Palavra, Kevin O'Brien.[20] e Frank C. Turner.[21]
- Uma série de televisão alemã baseada superficialmente no personagem de Father Brown, Pfarrer Braun, foi lançada em 2003. Pfarrer Guido Braun, da Baviera, interpretado por Ottfried Fischer, resolve casos de assassinato na ilha (fictícia) de Nordersand (ilha do Norte) nos dois primeiros episódios. Mais tarde outras paisagens alemãs como o Harz, o Reno ou Meißen na Saxônia se tornaram cenários para o espetáculo. Martin Böttcher escreveu novamente a partitura e foi instruído pelos produtores a escrever um tema título sugerindo o tema dos filmes com Heinz Rühmann. Vinte e dois episódios foram feitos, o que funcionou muito bem na Alemanha no ARD . O vigésimo segundo episódio, que foi ao ar em 20 de março de 2014, concluiu a série com a morte do protagonista.
- Em 2012, a BBC encomendou a série de dez episódios Father Brown, estrelando o ator britânico Mark Williams no papel-título. As filmagens para a série foram feitas nos arredores de Cotswolds no verão de 2012.[22] A série foi ao ar na BBC One, a partir de janeiro de 2013, de segunda a sexta-feira, durante um período de duas semanas à tarde. A época e a localização foram transferidas para os Cotswolds do início dos anos 50 e usaram adaptações e histórias originais. A série já conta 8 temporadas, totalizando 90 episódios, e é exibida na televisão aberta brasileira desde 2018 pela TV Cultura.[23]

### Mangá
- O Padre Brown foi destacado no volume 13 da edição de mangá Case Closed da "Gosho Aoyama's Mystery Library", uma seção das graphic novels onde o autor apresenta um detetive diferente (ou ocasionalmente, um vilão) da literatura de mistério, televisão ou outros meios de comunicação. .

### Audiolivros
- A Ignatius Press[24] publicou a versão em áudio do livro The Innocence of Father Brown em 2008. O livro é lido pelo ator e fundador do Theater of the Word Inc. Kevin O'Brien[25] e apresenta introduções para cada história escrita e lida por Dale Ahlquist,[26] presidente da American Chesterton Society. O livro foi um vencedor do 2009 Foreword Audio Book Awards.[27]

### Outras referências
Em Evelyn Waugh 's Brideshead Revisited, uma citação de "The Queer Feet" é um elemento importante da estrutura e tema do livro. O Padre Brown fala desta linha depois de pegar um criminoso, ouvir sua confissão e deixá-lo ir: "Eu o peguei, com um gancho invisível e uma linha invisível que é longa o suficiente para deixá-lo vagar até os confins do mundo, e ainda trazer ele de volta com uma contração no fio ". O Livro Três de Brideshead Revisited é chamado "A Twitch Upon the Thread" e a citação age como uma metáfora para a operação da graça na vida dos personagens. Eles estão livres para vagar pelo mundo de acordo com seu livre arbítrio até estarem prontos e receptivos à graça de Deus, quando então ele age em suas vidas e efetua uma conversão. Na minissérie feita pela Granada Television adaptando Brideshead, a personagem Lady Marchmain ( Claire Bloom ) lê esta passagem em voz alta.
No jogo móvel Fate / Grand Order, em um esforço para frustrar James Moriarty após sua própria derrota de Sherlock Holmes, os personagens invocam vários "Phantom Spirits" de detetives fictícios que foram inspirados ou seguidos por Holmes. O primeiro a aparecer é um espírito obscuro descrito simplesmente como "Sacerdote de Cara Redonda", com o contorno e as características vagas parecendo-se muito com a aparência de Padre Brown na aparência do Caso Fechado.
- A maioria das coleções que pretendem ser The Complete Father Brown reimprime as cinco compilações, mas omite uma ou mais das histórias não coletadas. Edição 2012 da Penguin Classics (ISBN 9780141193854) é o único verdadeiramente completo, incluindo 'The Donnington Affair', 'O Vampiro da Aldeia' e 'A Máscara de Midas'.
- As obras coletadas de GK Chesterton, vols. 12 e 13, reimprimam todas as histórias incluindo as três não incluídas nas cinco coleções publicadas durante a vida de Chesterton.